# Een schuchter hart
 Een schuchter hart (Russisch: Слабое сердце} is een novelle  van de Russische schrijver Fjodor Dostojevski uit 1848. Twee vrienden lijken ongewild een driehoeksverhouding op te gaan bouwen. De lezer kan zich gaandeweg steeds meer gaan storen aan een irritante verteller.

## Inhoud
De hoofdpersonen zijn:
- Arkadi Iwanowitsj Nefedewitsj, een jonge ambtenaar
- Wasili(Wasja) Petrowitsj Sjoemkow, collega en kamergenoot
- Lizanjka Artemjew, jonge vrouw

Arkadi en Wasili delen naar volle tevredenheid een kamer vierhoog in Sint-Petersburg. Dan ontmoet Wasili Lizanjka, dochter van een arme weduwe. Wasili is dolverliefd en ook Arkadi is erg onder de indruk van het meisje en wordt eveneens verliefd op haar. De twee vrienden zijn van plan een huis te gaan zoeken voor hun drieën voor na het huwelijk van Wasili met Lizanjka. 
De gebeurtenissen spelen zich af rond een  jaarwisseling. De chef van Wasili Joelian Mastakowitsj heeft hem een pak kopieerwerk gegeven. Dat gebeurt wel meer buiten de routine van het departementswerk om. Het is goed betaald en welkom overwerk. Wasili kan zo thuis geld bijverdienen, want hij heeft een fantastisch handschrift. Maar de tijdsdruk rond de jaarwisseling en zijn nieuwe liefde worden  Wasili te veel.  Hij stort in tijdens zijn nachtelijk kopieerwerk en verdwijnt uiteindelijk totaal uitgeput richting ziekenhuis. Het dreigende aanstaande geluk had hem gesloopt.
Twee jaar later ontmoet Arkadi een intens verdrietige Lizanjka met baby in een kerk.